# Borris Brandt
Borris York Brandt (* 10. März 1961 in Hamburg) ist ein  deutscher Fernseh- und Multimediaproduzent.

## Leben
Borris Brandt ist der Sohn der Schauspieler Volker Brandt und Linde Fulda. Er wuchs in Hamburg, Berlin, Wien, Ettlingen und St Peter Ording auf und machte eine Ausbildung zum Werbekaufmann. Zu Beginn seiner Karriere im Jahr 1985 war er Filialleiter bei der Govi Tonträger Vertriebs GmbH. Danach folgten Anstellungen bei Teldec Schallplatten GmbH, AMPTown und von 1991 bis 1995 als Etatdirektor bei der Economia Werbeagentur von Manfred Baumann in Hamburg. Dort war er verantwortlich für das Marketing von Buena Vista Home Video, Jam FM und einer Reihe von Handelsunternehmen im Bekleidungsbereich. 
1995 wechselte Brandt als Marketingleiter zu 20th Century Fox, die er aber bereits 1996 wieder verließ. Von 1996 bis 1998 arbeitete er erst beim Studio Schleswig Holstein und dann im Team mit Timo Berndt als Autor und Entwickler für Fernsehformate wie den Fernsehfilm Das Finale. 1998 übernahm er erst die Eigenentwicklung und ein halbes Jahr später die Programmdirektion von ProSieben. Dort brachte er unter anderem Stefan Raabs Sendung TV total heraus. „Ich bin sicher nicht der Erfinder von Raab, wie so viele in der Branche von sich behaupten“, sagte er zur großen Erheiterung der Anwesenden auf einem Podium während der Medientage München 2004, „aber ich war dabei und kann hiermit offiziell bekanntgeben, dass TV total inhaltlich von Stefan Raab, Martin Keß und dem Kollegen Jens Bujar erfunden wurde. Und ich habe denen vertraut und das Pilotbudget freigegeben.“ Unter ihm erreichte ProSieben mit einem Durchschnitt von 14,2 % die höchsten Quoten seiner Geschichte. Brandt war außerdem der erste Programmdirektor der Welt, der das Format Big Brother kaufte. 2000 wurde ihm deshalb von Georg Koflers Nachfolger im ProSieben-Vorstand, Ludwig Bauer, gekündigt, der weder an Reality als Genre noch an Big Brother als Format glaubte.
Das Jahr 2000 verbrachte Brandt im Senator-Entertainment-Vorstand, um dann 2001 die Geschäftsführung von Endemol Deutschland und später die Präsidentschaft der Endemol Deutschland Holding zu übernehmen. Dort brachte er Big Brother erneut auf den Bildschirm, restrukturierte das Unternehmen, zeigte sich verantwortlich für zahlreiche ambitionierte und kommerziell erfolgreiche Formate und wurde Mitglied in allen internationalen kreativen und organisatorischen Gremien des Konzerns. 2008 kam es zur Trennung von Endemol, nachdem der Endemol Präsident und CEO Ynon Kreiz seiner Ansicht nach unerreichbare Ziele ausgegeben und umfangreiche private Investitionen zur Bedingung einer Vertragsverlängerung gemacht hatte.
Ab 2009 führte Brandt als Inhaber und Geschäftsführer mit Fernsehentwicklungs- und Marketingexperten die ENTERTAINIA Unterhaltungsgesellschaft mbH in Köln, welche in den USA vier Lizenzen verkaufte und den Axel Springer Verlag unter Klaus Ebert bei der Digitalisierung seiner Print Medien und der Einführung von Online Entertainmentinhalten beriet. Er führte das Unternehmen zusammen mit seiner dritten Frau Kirsten Brandt.
Von Juli bis Ende 2010 hatte Brandt eine Medienkolumne beim Entertainmentmagazin TVmatrix. Ab dem 20. Juni 2011 moderierte er die Talkshow Brandt 20/20 auf Radio Hamburg, und am 1. September 2011 übernahm er die Geschäftsführung von AIDA Entertainment in Hamburg. In dem Tochterunternehmen von AIDA Cruises entsteht das gesamte Unterhaltungsprogramm für die Kreuzfahrten des Unternehmens. Dort wurden durch ihn insgesamt 42 neue Bühnenformate entwickelt, TV-Shows als Live Erlebnis auf Kreuzfahrtschiffen produziert. Dazu hat er mit den Lizenzinhabern von Formaten wie Wer wird Millionär?, The Voice, Wer weiß denn sowas?, 1, 2 oder 3 die Formate für den Bordbetrieb adaptiert und für die Branche neue Lizenzdeals entwickelt. Außerdem hat er mit dem Format „Primetime Magazin“ ein in dieser Branche einmaliges Verbraucher- und Reisebüroformat entwickelt und 327 mal moderiert und produziert und mit der Live Show „Prime Time Show“ ein tägliches Format auf allen Schiffen zur strategischen Reglung der Gästerströme entwickelt. Außerdem hat er für die internationalen Kreuzfahrtindustrie 12 Innovationen im Bordbetrieb entwickelt.
Seit Januar 2019 ist er Schulpate in der Grund- und Gemeinschaftsschule Sandesneben und der Anne-Frank-Schule Bargteheide. 
Zum 31. Oktober 2022 trennten sich Borris Brandt und AIDA Cruises im gegenseitigen Einvernehmen. Borris Brandt hat in der Coronazeit die von Carnival Cruises gewünschten strukturellen Massnahmen umgesetzt und wurde in diesem Zusammenhang von zwei  Mitarbeitern mit besten Kontakten zu VERDI HH Hafen und Nina Gessner von der Hamburger Morgenpost, diffamiert. Sämtliche Vorwürfe wurden nach wenigen Wochen zurückgezogen und AIDA Cruises musste die nach 11 Jahren Betriebszugehörigkeit angemessene Abfindung zahlen. Im Verlauf dieses Prozesses zeigte sich ebenfalls dass Nina Gessner  weder korrekt recherchiert, noch überhaupt mit Betroffenen gesprochen hatte. (Referenz : Urteil des Arbeitsgerichts) 
Zusammen mit Kay Ray sendet er seit Sommer 2022 den wöchentlichen Podcast Schönes Wochenende! .
Zwischen September 2023 und Sommer 2024 nahm er Geschäftsführerfunktionen beim Lokalsender Hamburg 1 wahr und moderierte ein Frühstücksformat.
Für den Hamburger Kaufmann Jürgen Hunke baute Brandt mit seinem 4 köpfigen Team zwischen Januar und Juli 2025 einen Hamburger Regionalsender namens HAMBURG,live auf. Nach 7 Monaten läuft der Sender im Hamburger Kabelnetz (WillyTel, WilhelmTel und Vodafone) mit einer technischen Reichweite von knapp 700 000 Haushalten. Ausserdem läuft seit 15.1.2025 ein YouTube Stream. Das kleine Team hat in dieser Zeit 16 Formate entwickelt. produziert und gesendet und insgesamt fast 300 Std Programm geliefert. Die tägliche Show "Moin Hamburg- Dein Tag" erreicht auf YouTube  doppelt bis dreifach so viele Zuschauer wie das vergleichbare Format auf Hamburg1. Brandt dazu " Wir haben in 7 Monaten im Kundenauftrag einen fertigen Sender, incl aller  Lizenzen, dem Studiobau, einer Top Verbreitung, einer breiten Programmpalette, von Politik, über Sport, Gesellschaft, Kunst & Kultur etc geschaffen....und das zu einem Bruchteil des normalen Budgets....ich denke, dass ist eine sehr spannende Dienstleistung, die wir jetzt auch anderen anbieten."
Bei Youtube veröffentlicht er werktags unter Bob's TV seit 2024 seine launige Morningshow "Moin Moin", die was die Live Zuschauerzahl angeht, mittlerweile die zweiterfolgreichste hinter NIUS aktuell in Deutschland ist. Die Show besteht aus einem Freestyle Block mit Kommentaren zur Lage des landes und der Menschen und einem zweiten Part in dem Brandt spontan auf die aktuelle Ausgabe der BILD Zeitung reagiert. Brandt:" Ich bin so froh das machen zu können...politisch neutral ,aber immer subjektiv kommentieren, im Sinne des gesunden Menschenverstandes und der Verfassung und aller Gesetze...wie früher, ganz entspannt, zur Unterhaltung der normalen Menschen.